# Kleiner Fahrenberg
Der Kleine Fahrenberg ist ein 463,7 m ü. NHN hoher Berg im mittleren Osten des Nordsauerländer Oberlands. Er liegt nahe Scharfenberg im nordrhein-westfälischen Hochsauerlandkreis (Deutschland).

## Geographie

### Lage
Der Kleine Fahrenberg erhebt sich im Naturpark Arnsberger Wald. Sein Gipfel liegt 2,3 km nördlich des Briloner Ortsteils Scharfenberg im Hochsauerlandkreis und 2,7 km südsüdöstlich des Rüthener Ortsteils Heidberg im benachbarten Kreis Soest. Der Großteil des Berges mit seiner Gipfelregion gehört zur Gemarkung Brilon, und bis auf 446 m Höhe reicht auf dem Südwesthang die Gemarkung Scharfenberg. Nordöstlich vorbei fließt etwa in Südost-Nordwest-Richtung die Möhne und südwestlich in gleicher Richtung der Oberlauf von deren Zufluss Biber, die südlich des Bergs entspringt. Der nordwestliche Nachbar ist der Große Fahrenberg.

### Naturräumliche Zuordnung
Der Kleine Fahrenberg gehört in der naturräumlichen Haupteinheitengruppe Süderbergland (Nr. 33) und in der Haupteinheit Nordsauerländer Oberland (334) zur Untereinheit Obermöhne- und Almewald (334.6). Die Landschaft leitet nach Nordwesten in den Naturraum Heve-Möhne-Wald (334.31) über, der zur Untereinheit Oberer Arnsberger Wald  (334.3) zählt, und nach Südosten in den Naturraum Almer Grund (334.71), der Teil der Untereinheit Briloner Land (334.7) mit der Briloner Hochfläche und den diese einrahmenden Briloner Höhen ist.

## Schutzgebiete
Auf dem Nordosthang des Kleinen Fahrenbergs liegen, bis nahe an die Gipfelregion reichend, Teile des Naturschutzgebiets Wünnenbecke (CDDA-Nr. 389957; 2007 ausgewiesen; 1,3475 km² groß). Auf der Gipfelregion und auf den Südwest- über Süd- bis Osthängen befinden sich solche des Landschaftsschutzgebiets Obermöhne-/Almewald und Almer Quellgrund (CDDA-Nr. 555554546; 2008; 30,4046 km²). Bis auf den fußnahen Bereich vom Nordosthang reichen Teile des Fauna-Flora-Habitat-Gebiets Möhne Oberlauf (FFH-Nr. 4516-302; 82,05 ha). Der Nordostteil des Berges ist bewaldet, und auf seinem Südwestteil liegen große Windbruchflächen.